# Habitatge al carrer Mulleres, 12 (Olot)
L'habitatge al carrer Mulleres, 12 és una obra d'Olot (Garrotxa) inclosa a l'Inventari del Patrimoni Arquitectònic de Catalunya.

## Descripció
Aquesta casa va ser construïda dina la dècada dels seixanta del segle xix seguint la tipologia bàsica de totes les cases del carrer Mulleres. Disposa de planta baixa, avui totalment renovada per albergar-hi un comerç. Amb tres crugies, també disposava d'una àmplia porta central amb dos arcs de mig punt que separaven el vestíbul de l'escala, i dues finestres al final. Té dos pisos superiors amb tres balcons cada un. Aquests estan decorats amb esgrafiats amb motius florals i vegetals. La seva estructura era totalment simètrica.

## Història
La urbanització del carrer Mulleres va tenir lloc a la segona meitat del segle xix. Són cases amb alguns elements clàssics, però que donen pas a una arquitectura molt més historicista i eclèctica. Obres interessants d'aquest moment són la plaça de Braus, la urbanització de l'Horta del Carme, el Teatre o certes esglésies i capelles, encara que les obres més importants i de més envergadura són la plaça Clarà i el Passeig de Barcelona. A algunes de les cases del carrer Mulleres intervingueren mestres d'obres importants com ara J. Salvat, J. Cordomí o E. Pujol.